# Gheorgheni
Gheorgheni (mai demult Giurgeu-Sânmiclăuș, în maghiară Gyergyószentmiklós, în traducere „Sânnicolau Giurgeului”; germană Niklasmarkt) este un municipiu în județul Harghita, Transilvania, România, format din localitățile componente Covacipeter, Gheorgheni (reședința), Lacu Roșu, Vargatac și Visafolio. Are o populație de 15, 844 locuitori (2021).

## Geografie
Orașul este situat în partea de est a Depresiunii Gheorgheni (sinonim: Depresiunea Giurgeului). Aceasta este prima depresiune strabătută de râul Mureș. Orașul Gheorgheni este traversat de la est spre vest de către râul Belcina, un afluent al Mureșului, extinzându-se de-a lungul acestuia, pe aceeași direcție est-vest. Localitatea se află la altitudinea de 810 m.

## Demografie
Componența etnică a municipiului Gheorgheni
     Maghiari (74,49%)
     Români (8,11%)
     Romi (2,37%)
     Alte etnii (0,1%)
     Necunoscută (14,93%)
Componența confesională a municipiului Gheorgheni
     Romano-catolici (66,59%)
     Ortodocși (7,23%)
     Reformați (5,74%)
     Alte religii (4,79%)
     Necunoscută (15,65%)
Conform recensământului efectuat în 2021, populația municipiului Gheorgheni se ridică la 15.884 de locuitori, în scădere față de recensământul anterior din 2011, când fuseseră înregistrați 18.377 de locuitori. Majoritatea locuitorilor sunt maghiari (74,49%), cu minorități de români (8,11%) și romi (2,37%), iar pentru 14,93% nu se cunoaște apartenența etnică. Din punct de vedere confesional, majoritatea locuitorilor sunt romano-catolici (66,59%), cu minorități de ortodocși (7,23%) și reformați (5,74%), iar pentru 15,65% nu se cunoaște apartenența confesională.
0500010.00015.00020.00025.00019121948196619922011populațiePopulația istorică din Gheorgheni
Date: Recensăminte sau birourile de statistică - grafică realizată de Wikipedia

## Politică și administrație
Municipiul Gheorgheni este administrat de un primar și un consiliu local compus din 17 consilieri. Primarul, Zoltán Nagy[*],  politician independent, este în funcție din 1 noiembrie 2024. Începând cu alegerile locale din 2024, consiliul local are următoarea componență pe partide politice:
|  | Partid                                 | Consilieri | Componența Consiliului | Componența Consiliului | Componența Consiliului | Componența Consiliului | Componența Consiliului | Componența Consiliului | Componența Consiliului | Componența Consiliului | Componența Consiliului | Componența Consiliului | Componența Consiliului | Componența Consiliului |
|  | -------------------------------------- | ---------- | ---------------------- | ---------------------- | ---------------------- | ---------------------- | ---------------------- | ---------------------- | ---------------------- | ---------------------- | ---------------------- | ---------------------- | ---------------------- | ---------------------- |
|  | Uniunea Democrată Maghiară din România | 12         |                        |                        |                        |                        |                        |                        |                        |                        |                        |                        |                        |                        |
|  | Alianța Maghiară din Transilvania      | 4          |                        |                        |                        |                        |                        |                        |                        |                        |                        |                        |                        |                        |
|  | Coaliția Națională pentru România      | 1          |                        |                        |                        |                        |                        |                        |                        |                        |                        |                        |                        |                        |

## Cartiere
Orașul are trei cartiere: Bucin, Florilor și Revoluției. Pe lângă acestea, mai sunt zona de centru, precum și zonele locuite, foarte extinse, aflate la marginea acestor cartiere. O populație însemnată a orașului locuiește în partea de sus a orașului, numită de localnici Felszeg.

## Învățământ
Există patru licee, dintre care unul are limba de predare limba română (Liceul Teoretic „Sfântu Nicolae”) și trei au limba de predare limba maghiară (Liceul Teoretic „Salamon Ernő”, Liceul Tehnologic „Fogarasy Mihály” și Colegiul Tehnic „Batthyány Ignác”).
Dintre acestea, Liceul Teoretic „Sfântu Nicolae” și Liceul Teoretic „Salamon Ernő” sunt licee teoretice, iar Liceul Tehnologic „Fogarasy Mihály” și Colegiul Tehnic „Batthyány Ignác” sunt licee tehnologice, primul având în mare parte profil tehnic, iar cel de-al doilea profil servicii.
Există trei gimnazii: Școala „Fogarassy Mihály” (fosta Școală nr. 1), Școala „Vaskertes” (fosta Școală nr. 6) și Școala „Kós Károly” (fosta Școală nr. 2). Cele trei gimnazii au limba de predare limba maghiară. De asemenea, Liceul Teoretic „Sfântu Nicolae” are și clase gimnaziale, cu limba de predare limba română.
Universitatea Babeș-Bolyai are o extensie în municipiu, aceasta oferind programe de studiu ale Facultății de Geografie în limbile maghiară și română.

## Obiective turistice

### Monumente istorice
- Biserica armeano-catolică „Nașterea Maicii Domnului”
- Biserica romano-catolică „Sfântul Nicolae”
- Sinagoga din Gheorgheni
- Casa veche parohială romano-catolică
- Liceul Teoretic „Salamon Ernö”

### Obiectiv memorial
Parcela Eroilor din Primul Război Mondial. Parcela, situată în cimitirul comunal de pe strada Cimitirului, are o suprafață de 210 m² și a fost creată în anii Primului Război Mondial. În cadrul ei sunt înhumați 168 de militari de diferite naționalități – maghiari, germani, ruși, români, slovaci, italieni – decedați în spitale sau în prizonierat în anii primei conflagrații mondiale. Parcela, înconjurată de o bordură de piatră, are 62 de cruci din granit pe care sunt gravate numele celor care odihnesc aici. Pe monumentul comemorativ este gravat în limba maghiară: „A hazaert 1914-1918 evekben/ hösi halalt haltak” („Și-au dat viața eroic pentru patrie. 1914-1918”); „Emléküket hálás kegyelettel/ örzi a nemzet” („Națiunea păstrează cu pioșenie amintirea lor”).

### Diverse
Cea mai înaltă construcție a orașului este un turn din zona industrială, situat într-o zonă mai puțin locuită (cea de „dincolo de calea ferată”) din vestul orașului.
În jurul orașului se găsesc Lacul Roșu, Cheile Bicazului și câteva sate (cu populație între 3.000-7.000 locuitori).
Localitatea are mari șanse de a deveni un oraș turistic de prim rang, avantajată fiind de poziția sa geografică potrivită: între munți, în apropierea lacului de baraj natural Lacul Roșu (la 25 km), iar la 60 km se află stațiunea Praid (aici se găsesc Salinele Praid, una dintre cele mai mari mine de sare din țară și Europa). De asemenea, se poate schia în stațiunea Izvoru Mureșului (la 20 km), pe vârful Bucin (situat pe drumul care face legătura cu Praid), sau se poate vizita stațiunea Borsec (la aproximativ 50 km).

## Personalități
- Ștefan Aconțiu Kövér alias István Kövér (1740 - 1824), călugăr de origine armeană, stareț al mănăstirii venețiene San Lazzaro degli Armeni;
- Mihály Fogarassy (1800 - 1882), episcop romano-catolic;
- Virgil Șotropa (1867 - 1954), filolog, membru de onoare al Academiei Române;
- Gyula Kormos (1917 - 1981), scriitor, jurnalist;
- Pompeiu Hărășteanu (1935 - 2016), bas de operă;
- Maria Uca Marinescu (n. 1940), exploratoare;
- Cornel Udrea (n. 1947), scriitor;
- Ștefan Gal (n. 1951), gimnast;
- Árpád Pál (n. 1954), om politic;
- Gabriella Angi (1961 - 2003), actriță;
- Jenő Szász (n. 1969), om politic;
- Zsolt Antal (n. 1972), schior de fond;
- Csaba Borboly (n. 1974), om politic;
- Réka Forika (n. 1989), biatlonistă;
- Tímea Lőrincz (n. 1992), schior de fond.

## Imagini

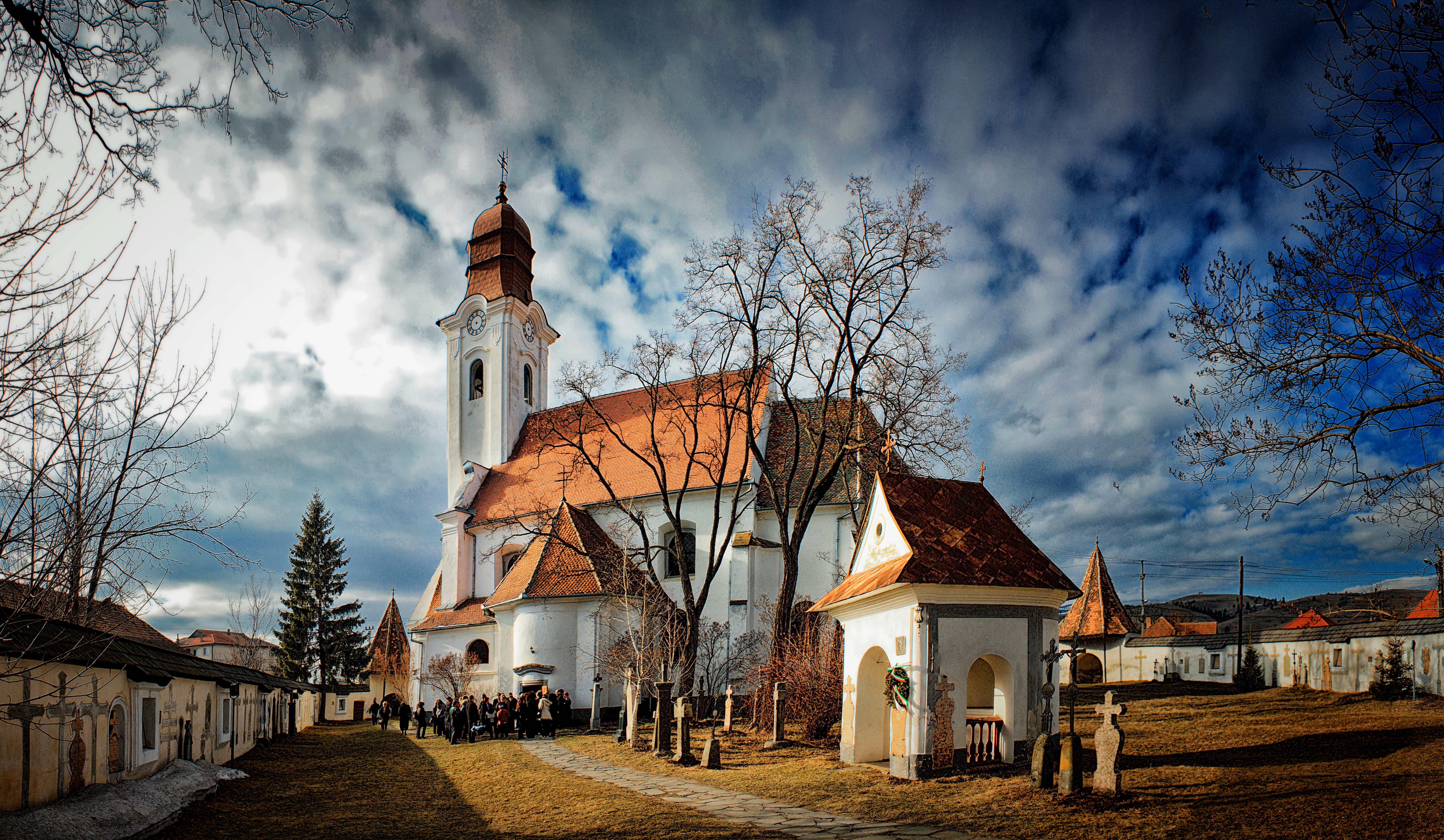
Biserica armeano-catolică „Nașterea Maicii Domnului” (monument istoric)
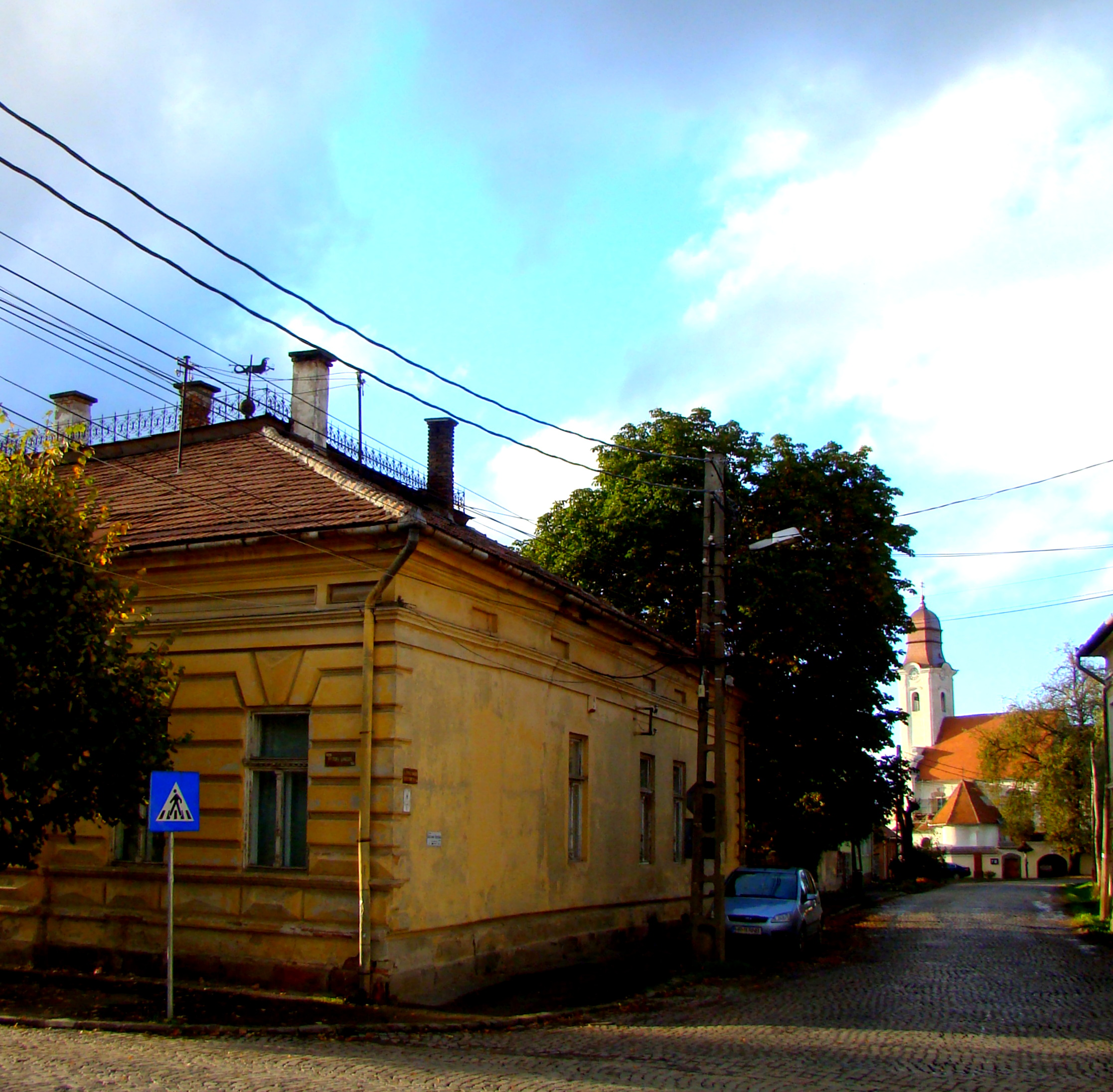
Str. Biserica Armeană
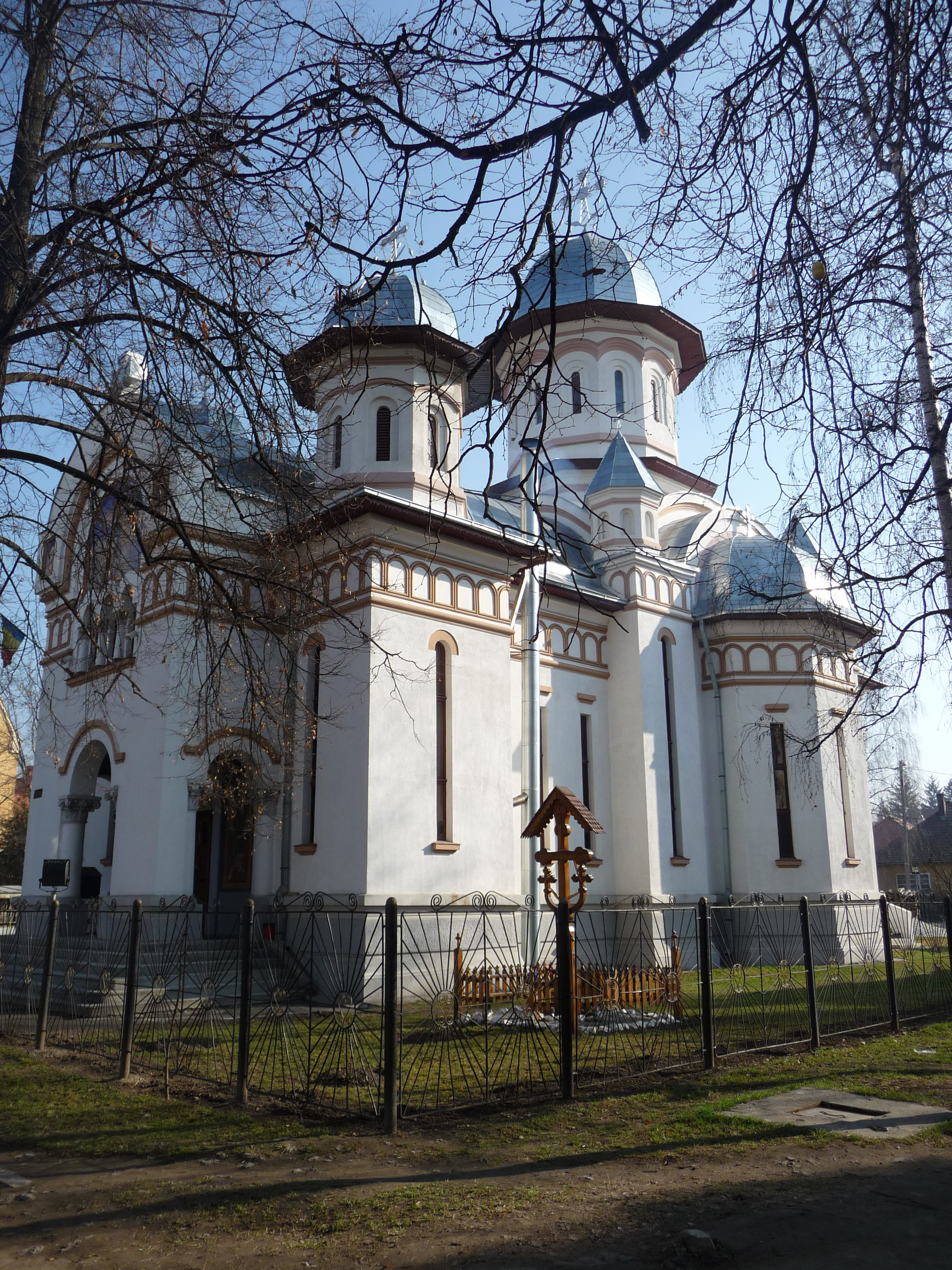
Biserica ortodoxă „Sf. Gheorghe” (monument istoric)
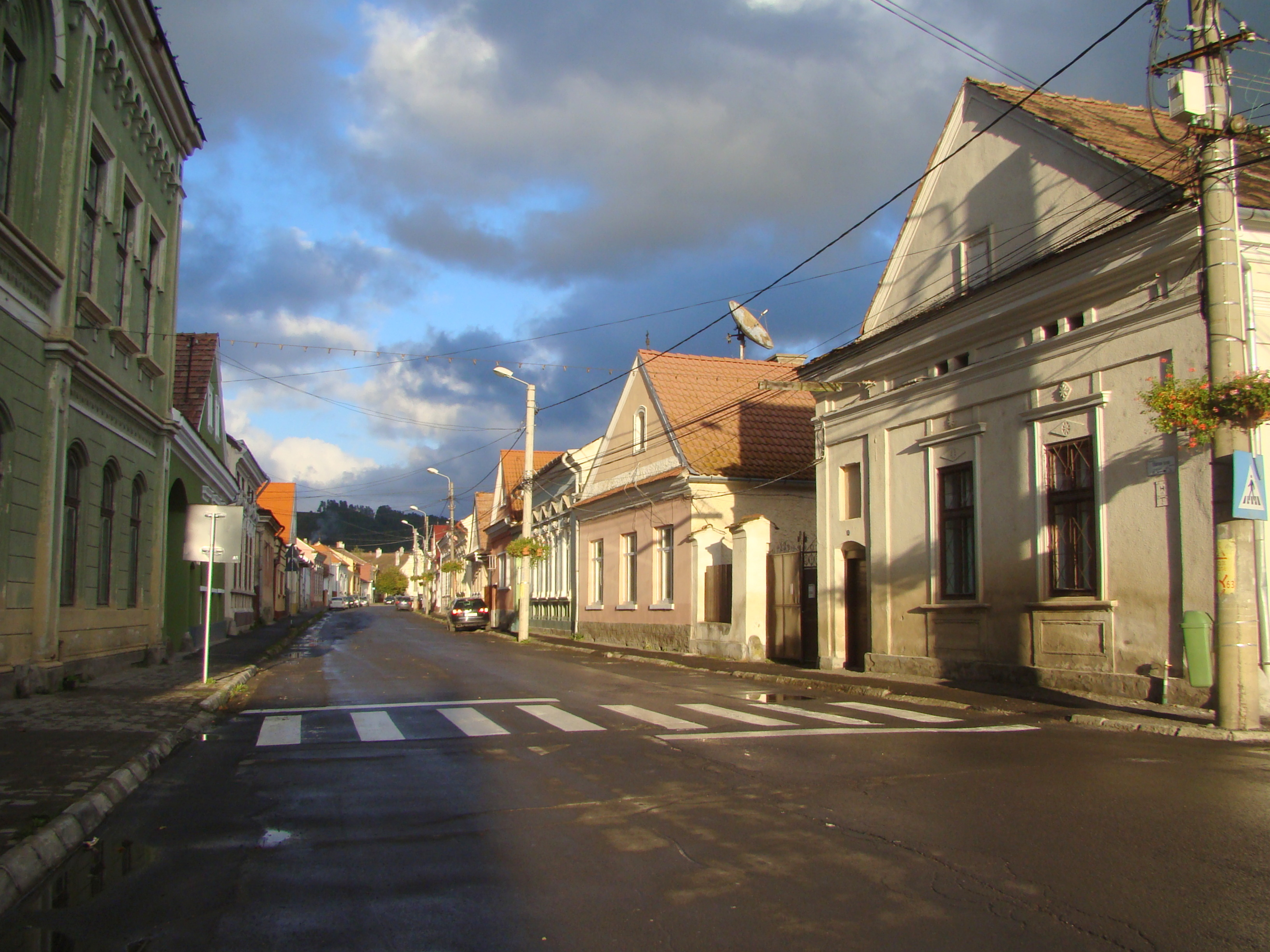
Ansamblul urban „Str. Áron Márton"
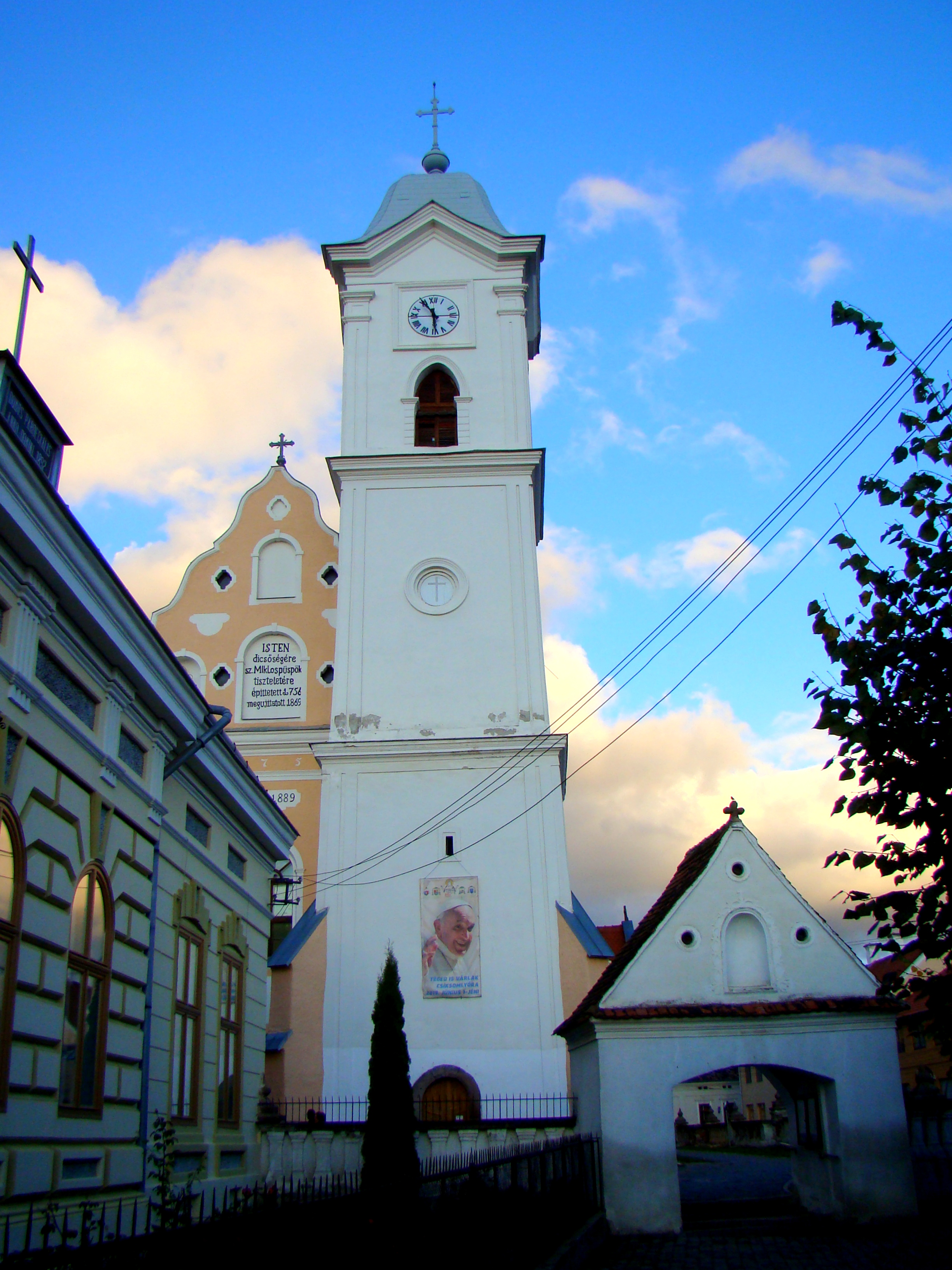
Ansamblul bisericii romano-catolice „Sf. Nicolae” (monument istoric)
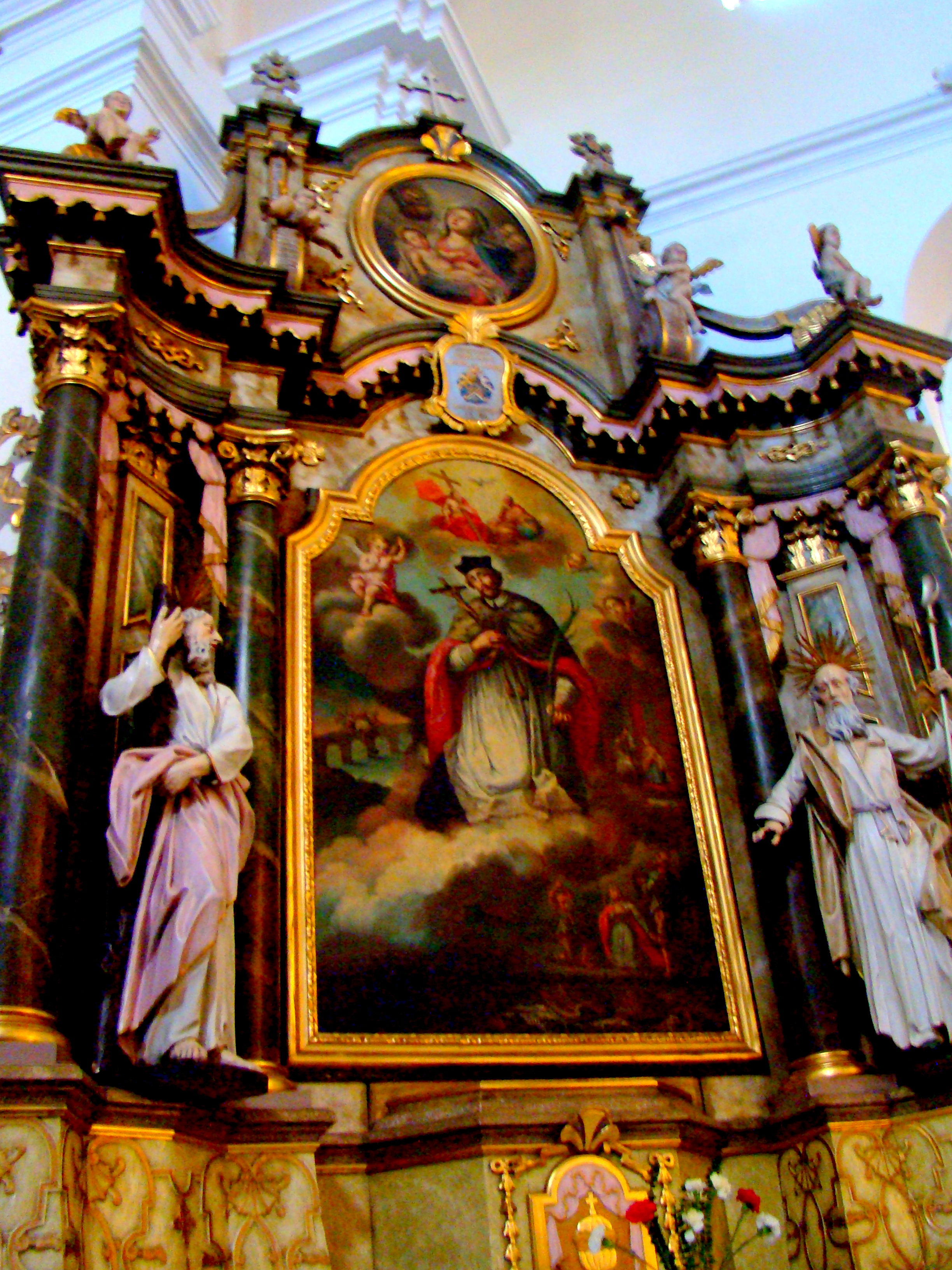
Interiorul bisericii romano-catolică „Sfântul Nicolae" (monument istoric)
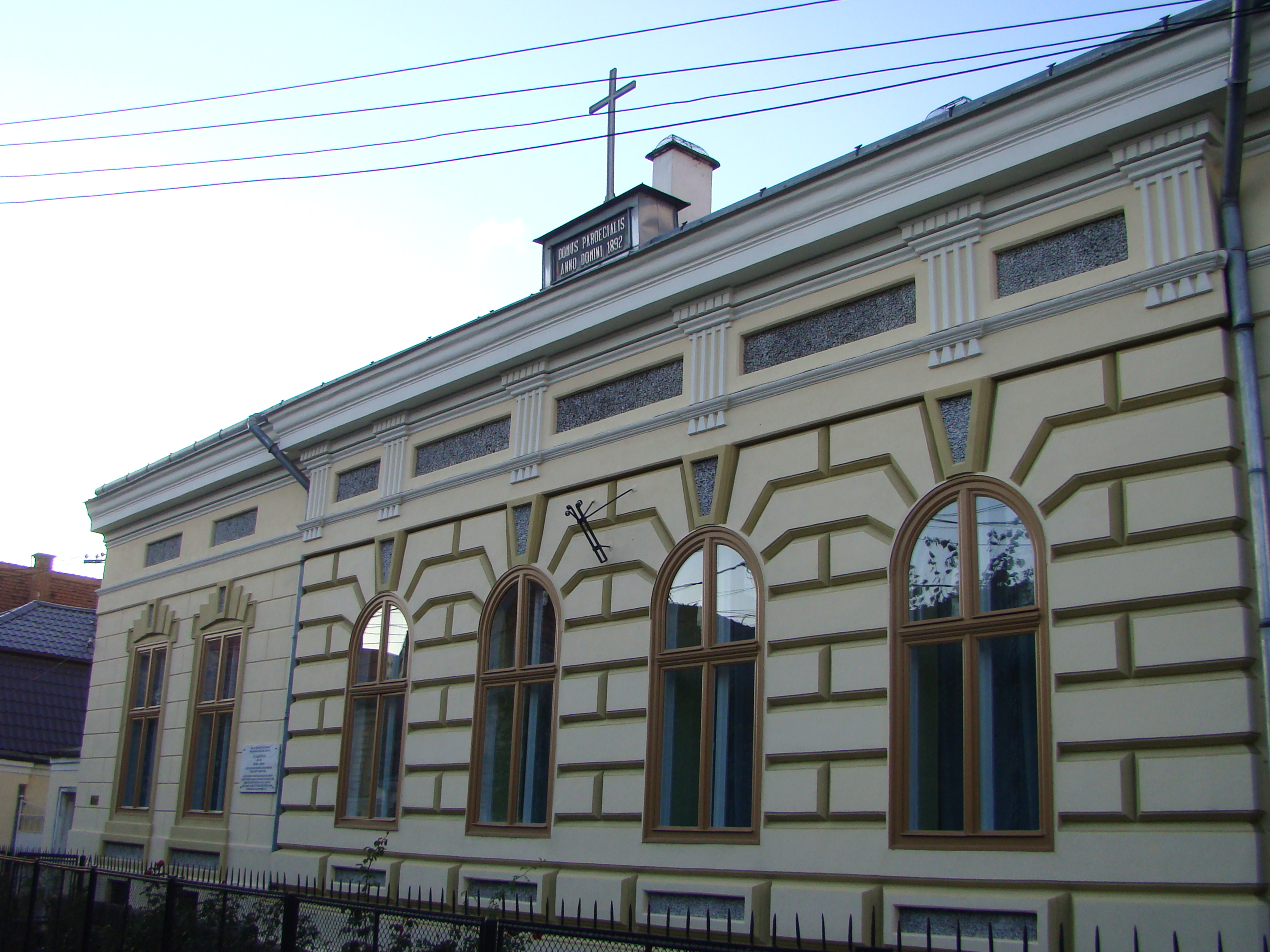
Casa parohială romano-catolică
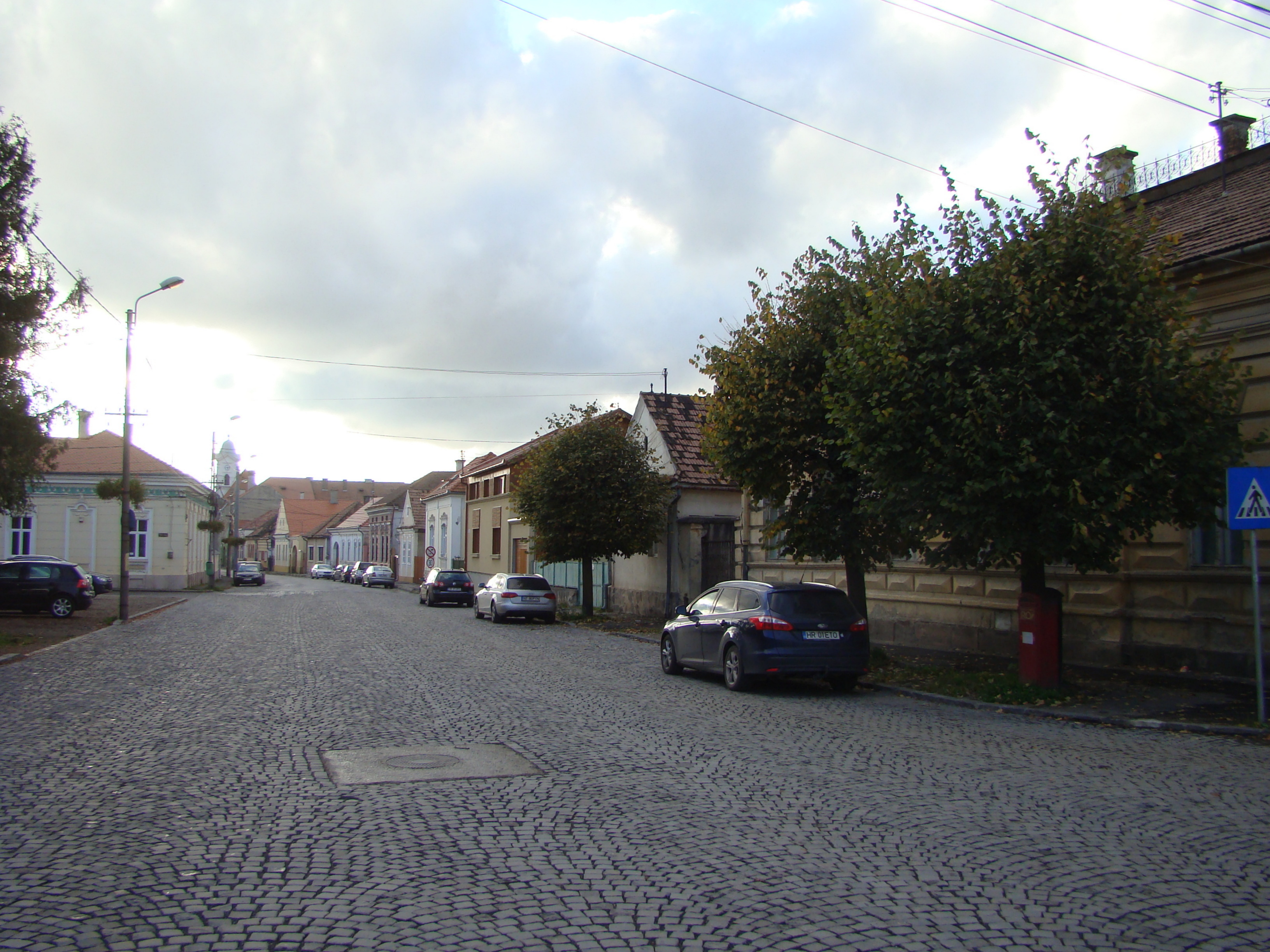
Piața Petöfi Sándor
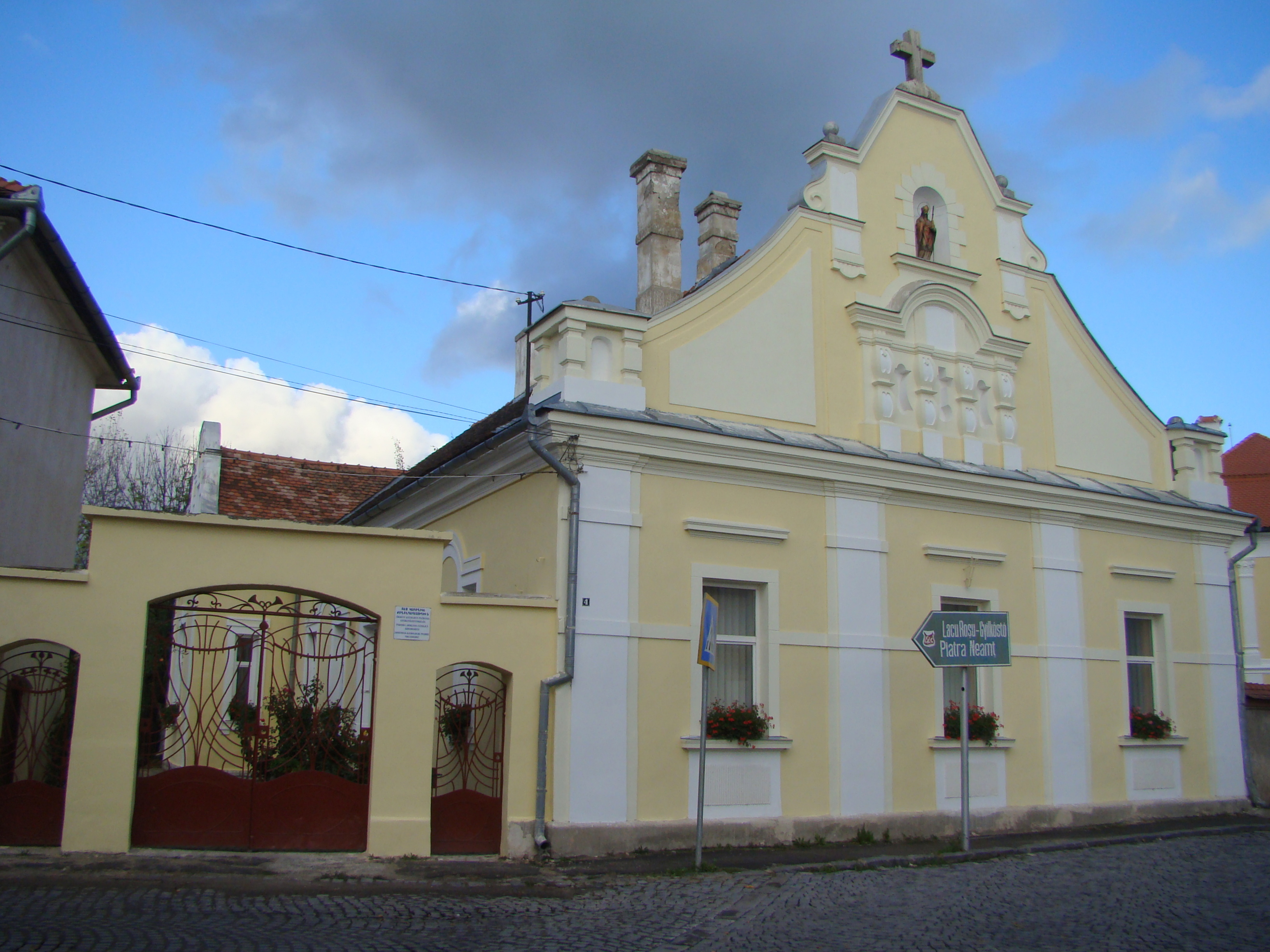
Casa parohială armeano-catolică (monument istoric)
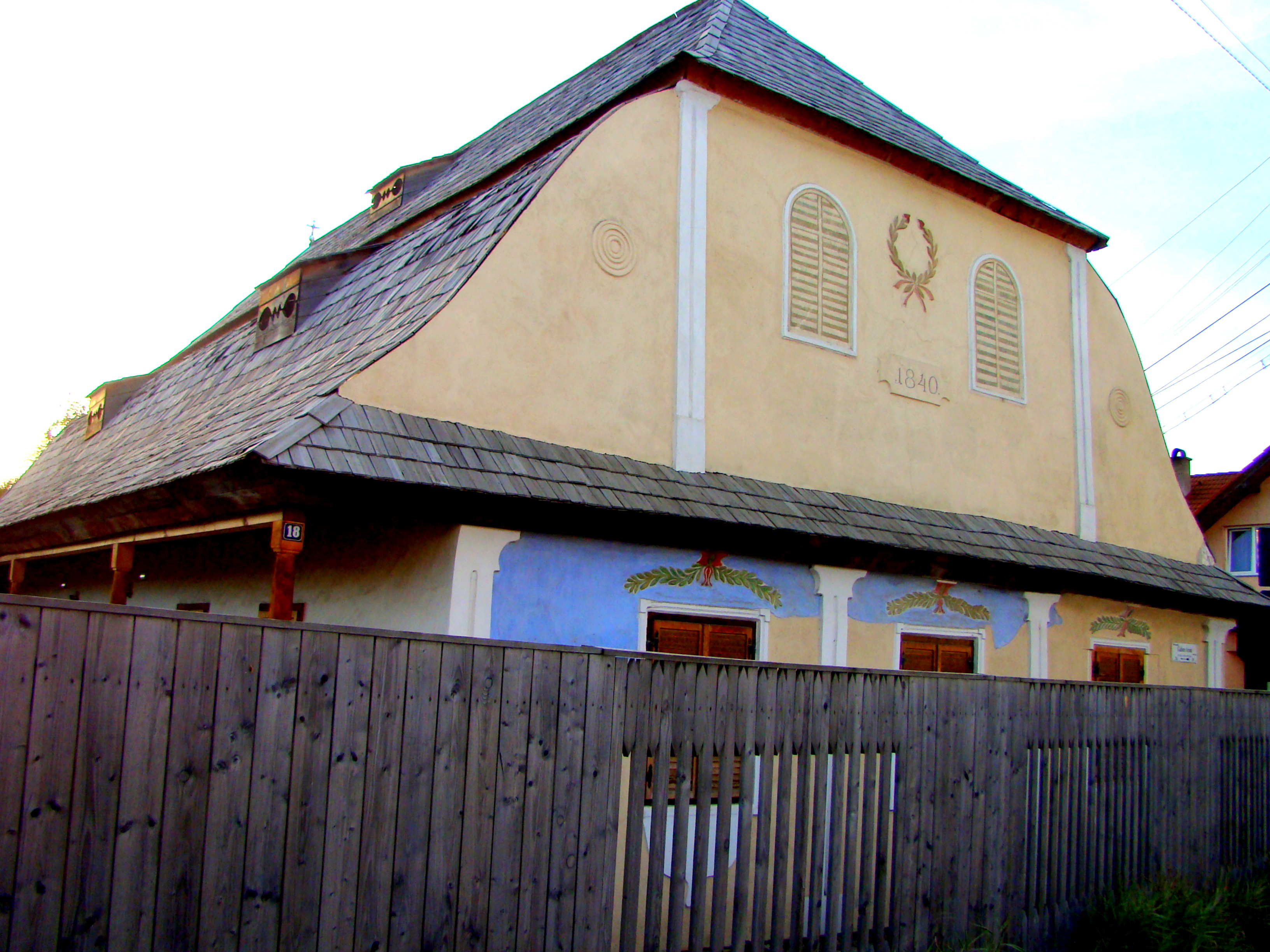
Conacul „Benedek" (monument istoric)
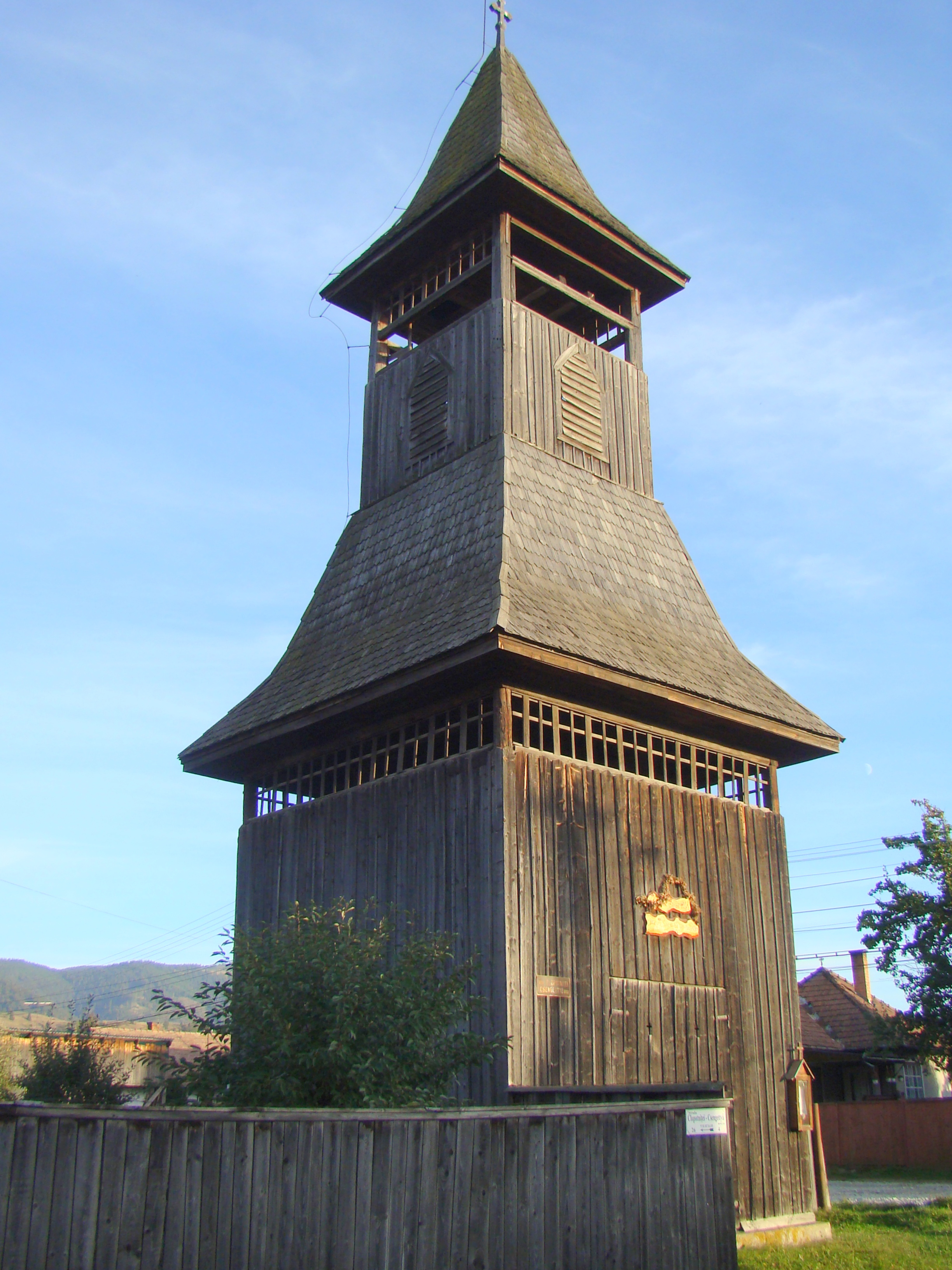
Clopotniță de lemn romano-catolică (monument istoric)
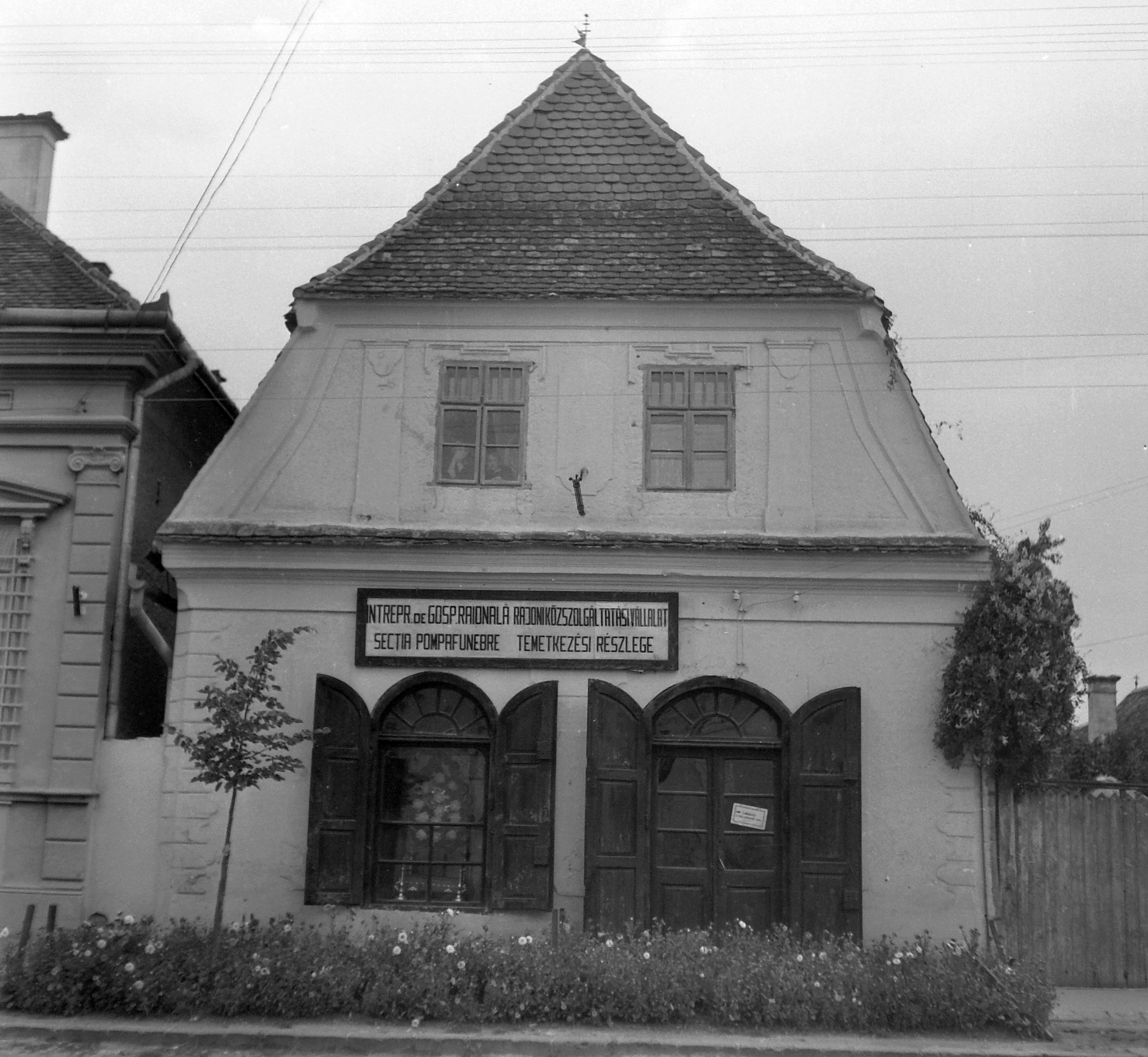
Casa „Czaran" (monument istoric, anul 1961, din România)
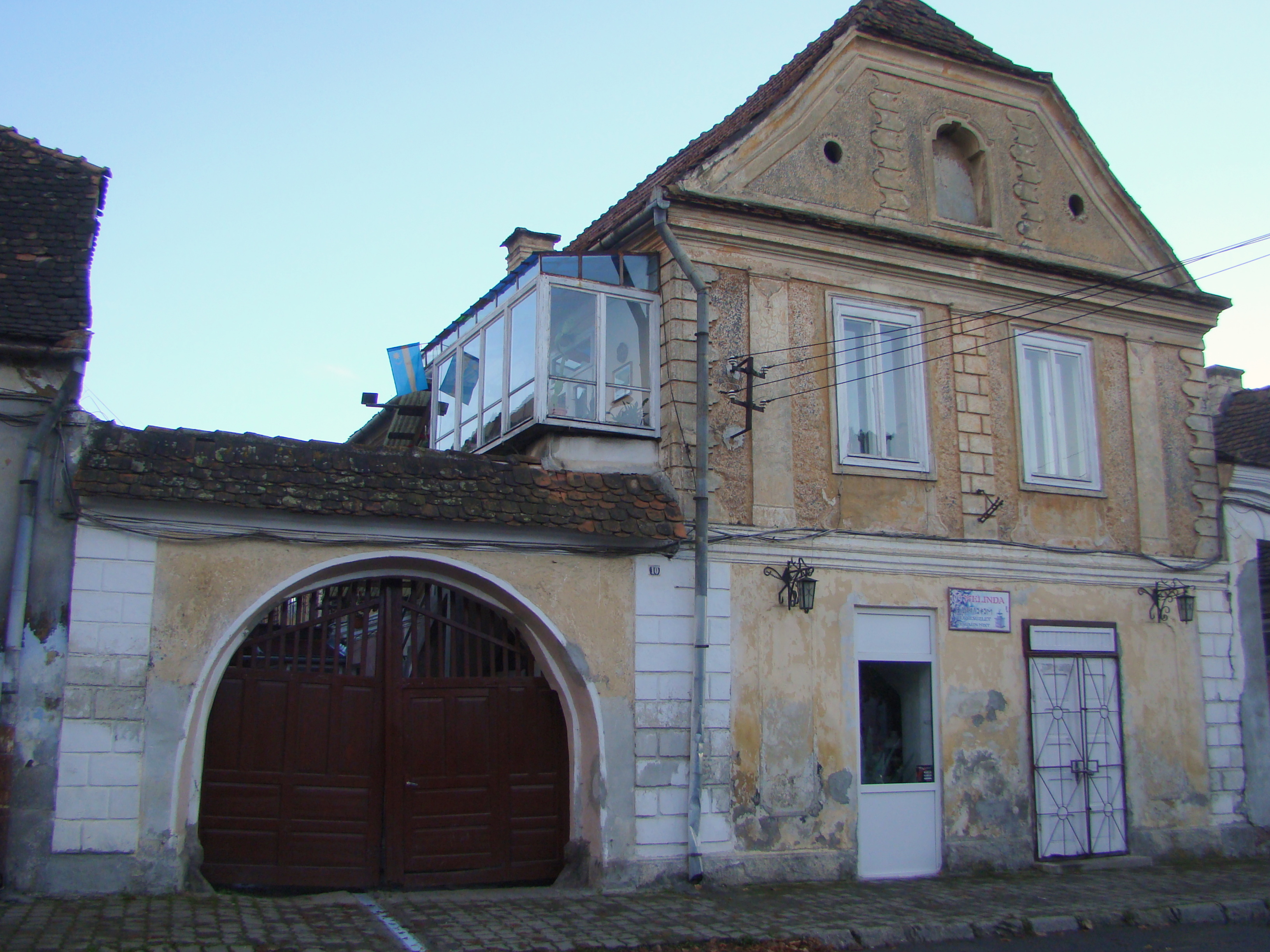
Casă, monument istoric, de pe Str. Márton Áron
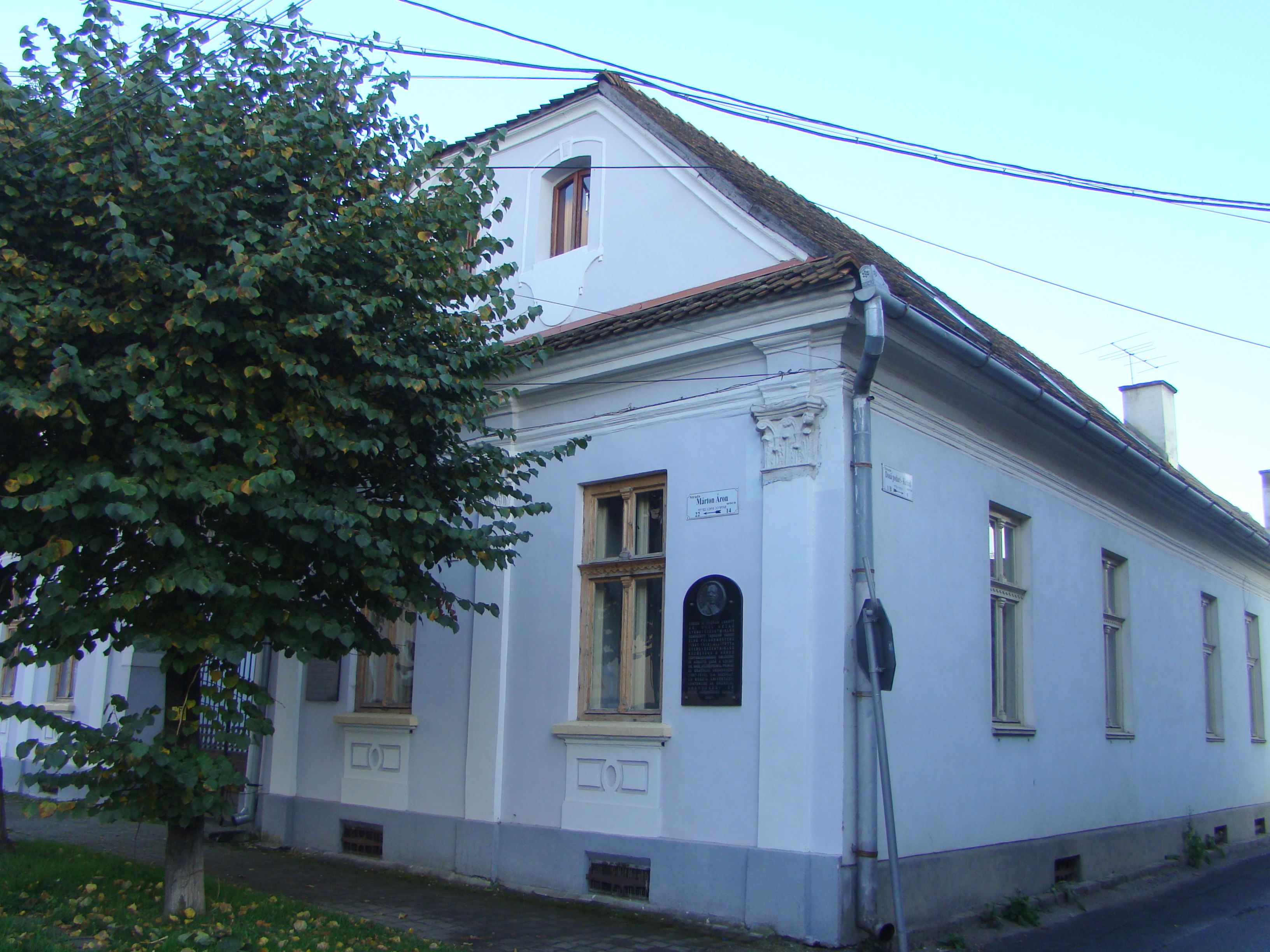
Casă, monument istoric, de pe Str. Márton Áron
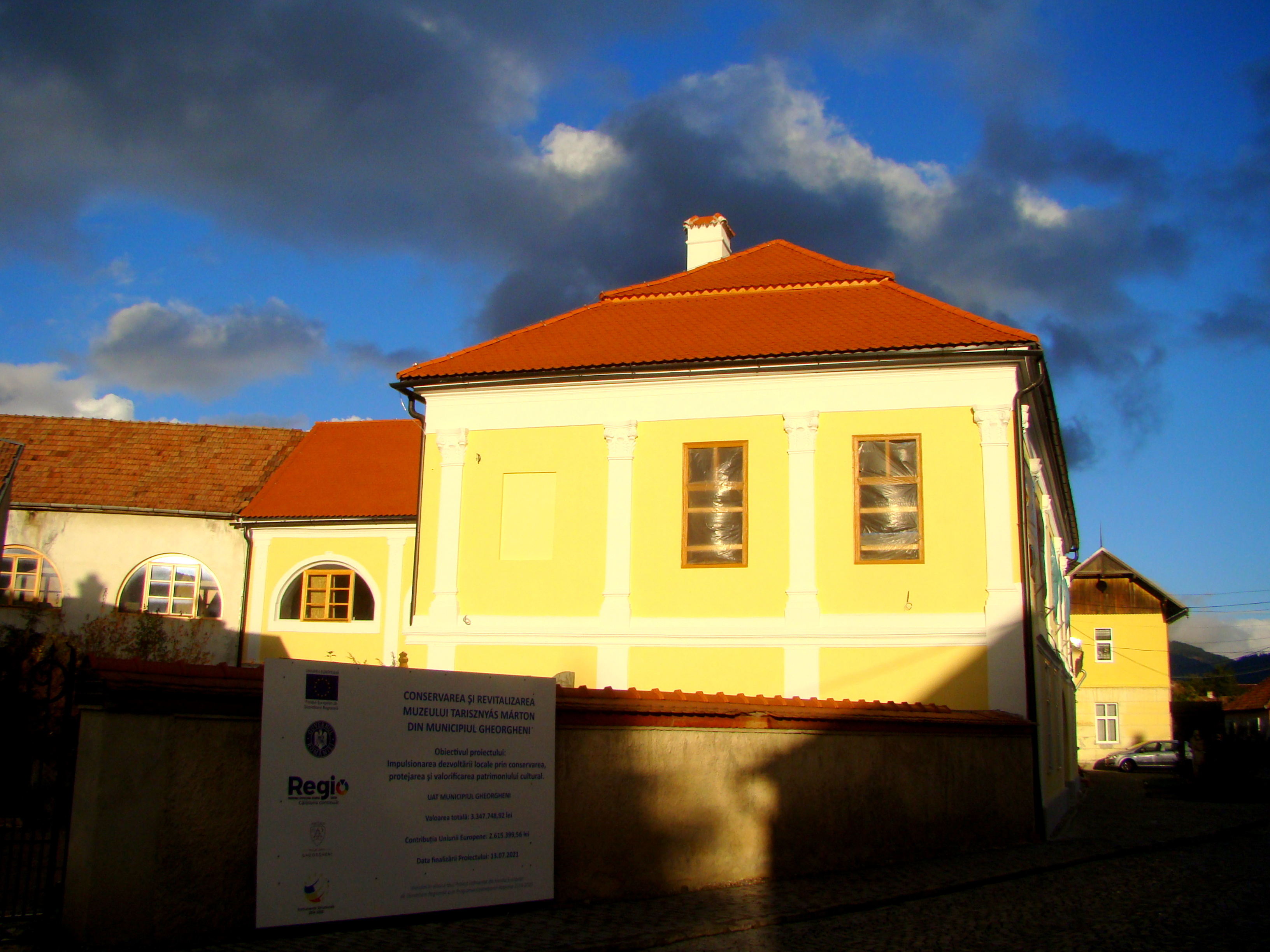
Muzeul orășenesc „Tarisznyas Marton” (fosta casă „Vertan")
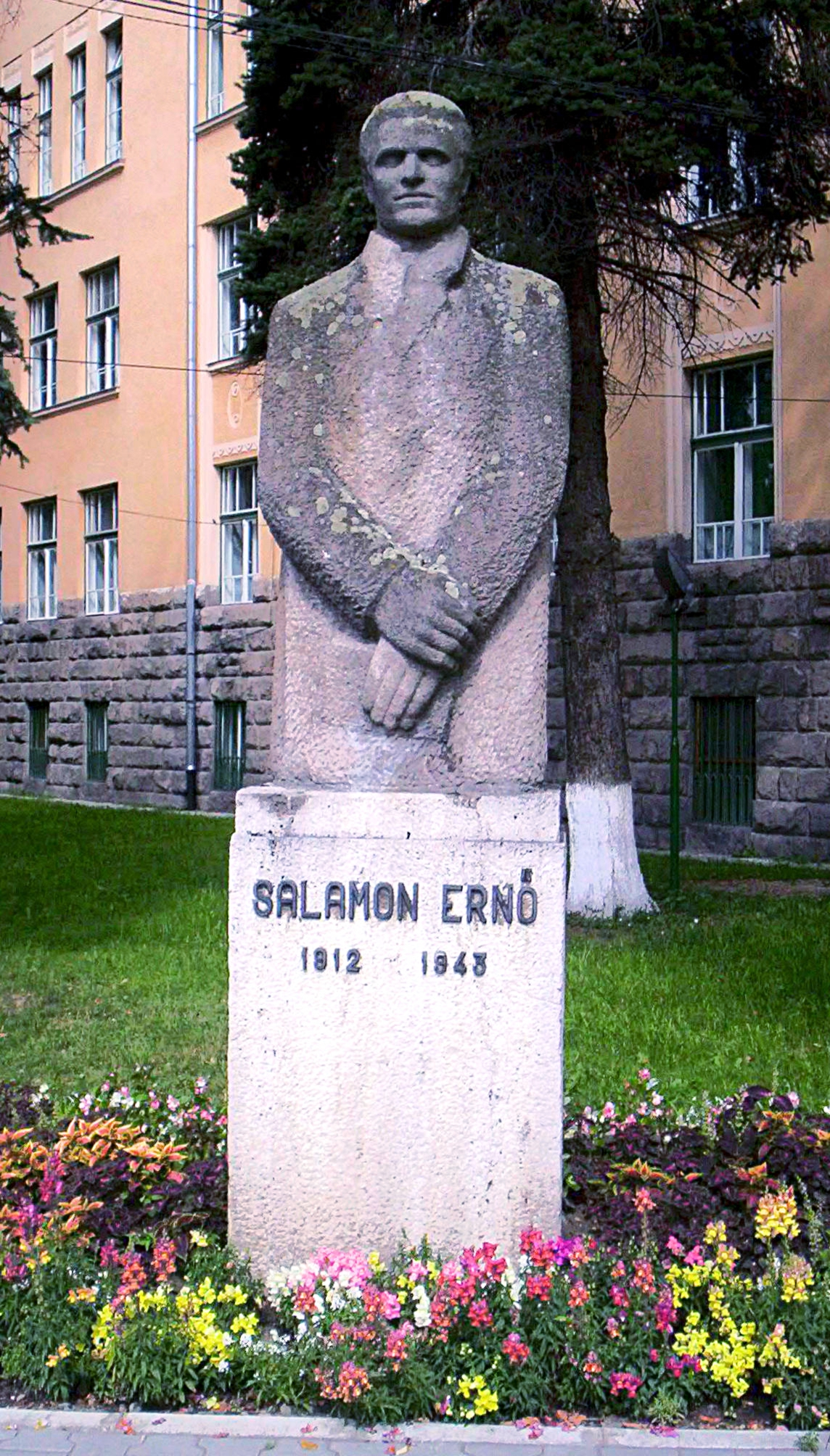
Bustul lui Salamon Ernő
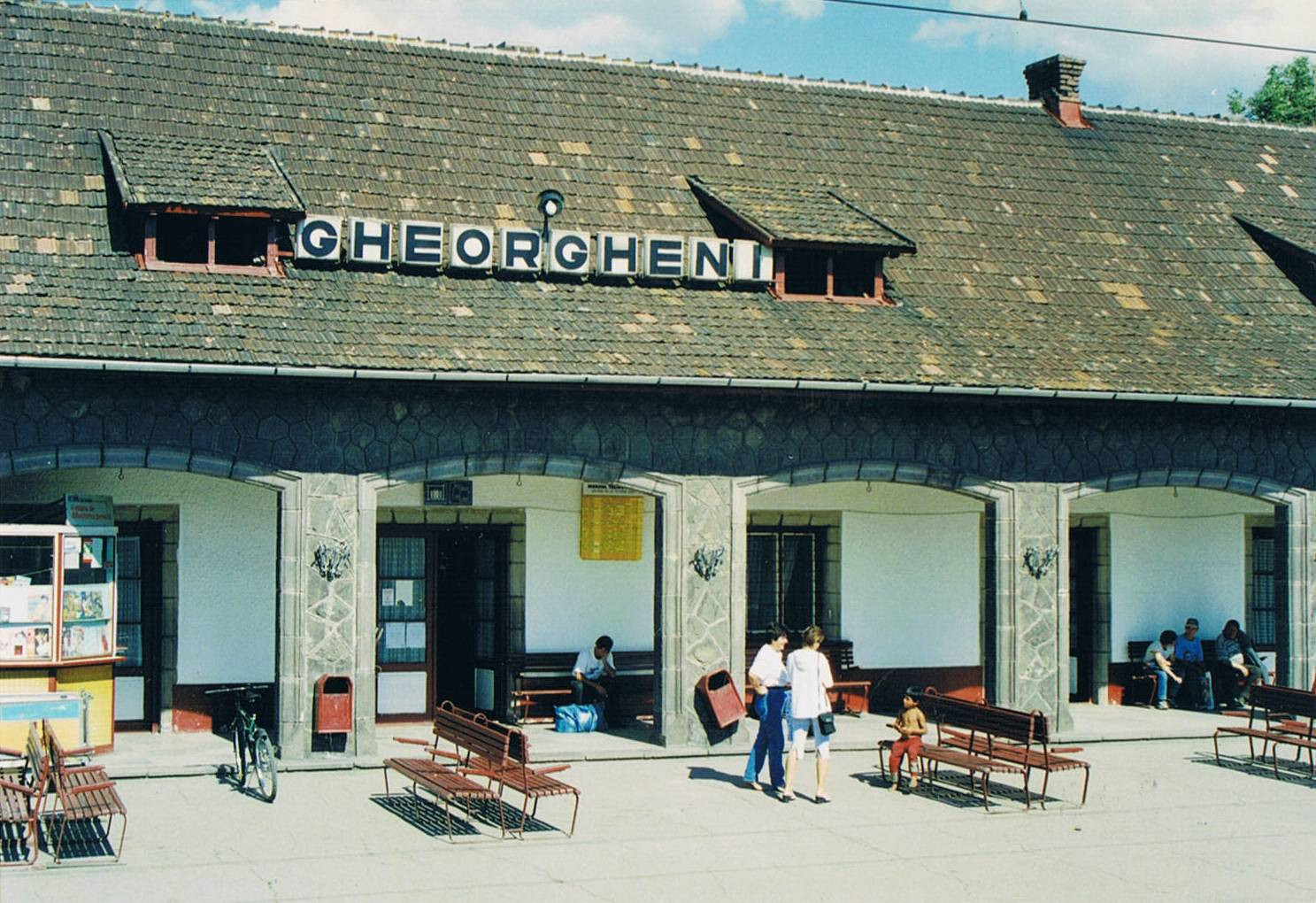
Gara (anul 2000)
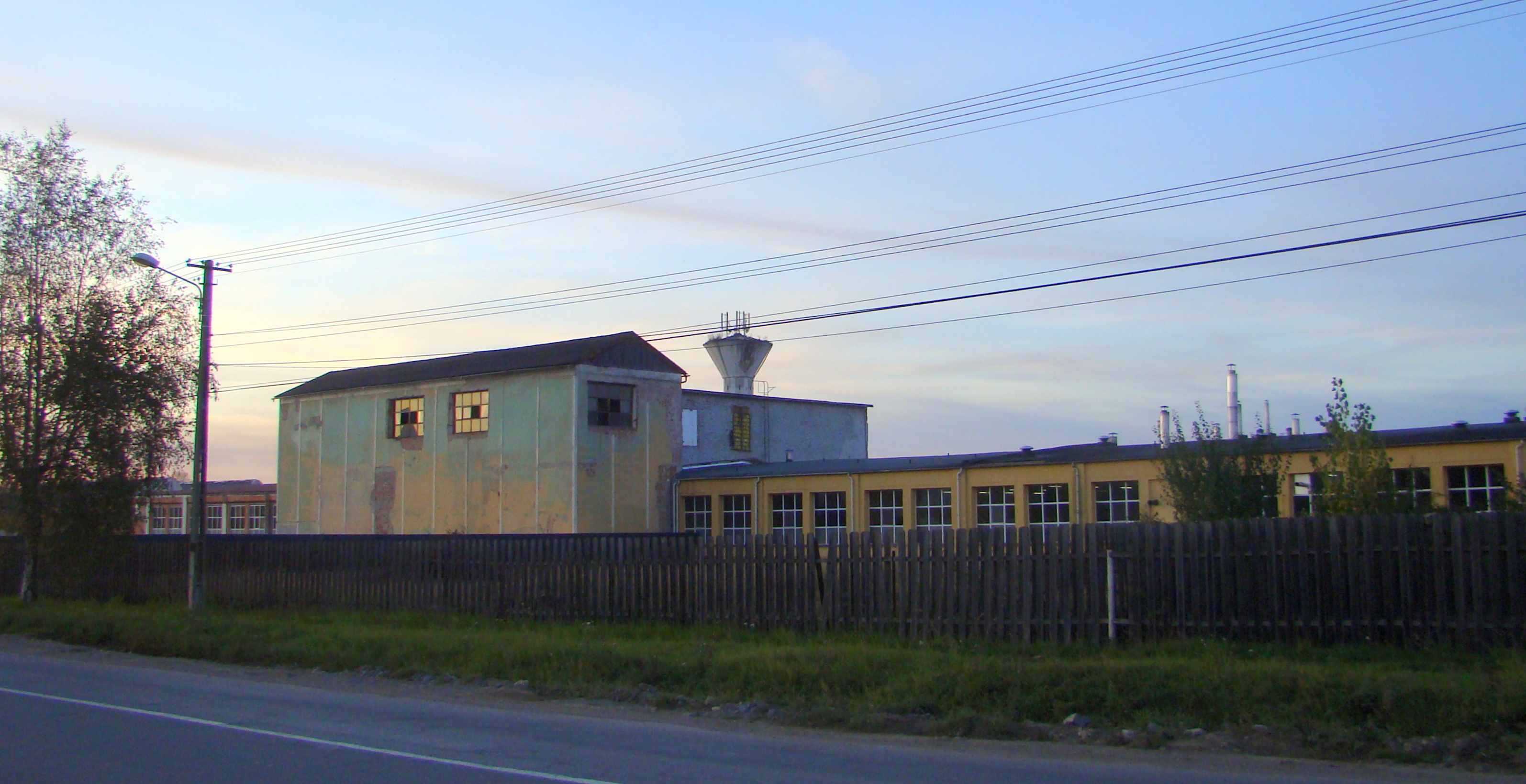
Zona industrială
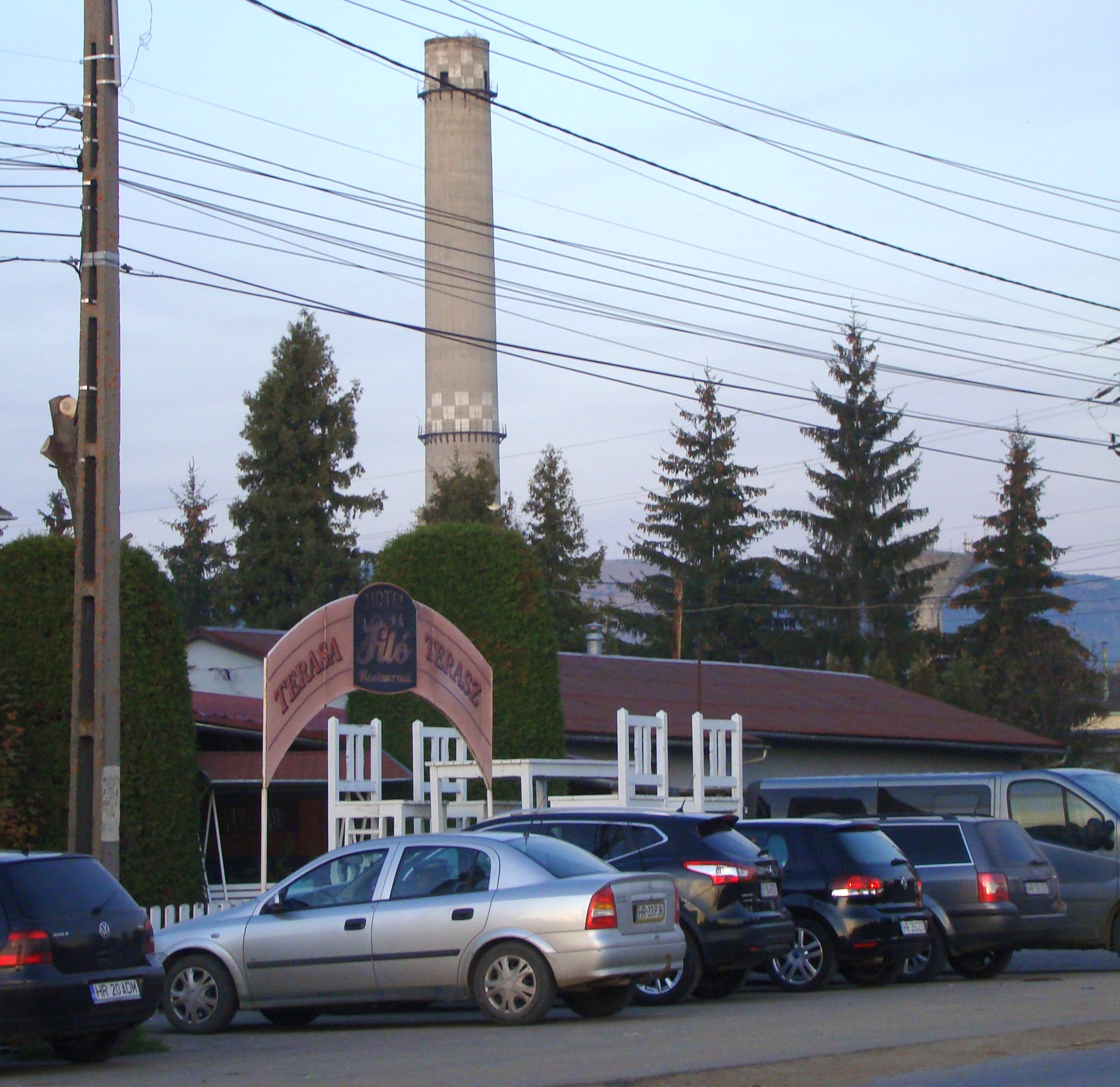
Cea mai înaltă construcție a orașului, un turn din zona industrială
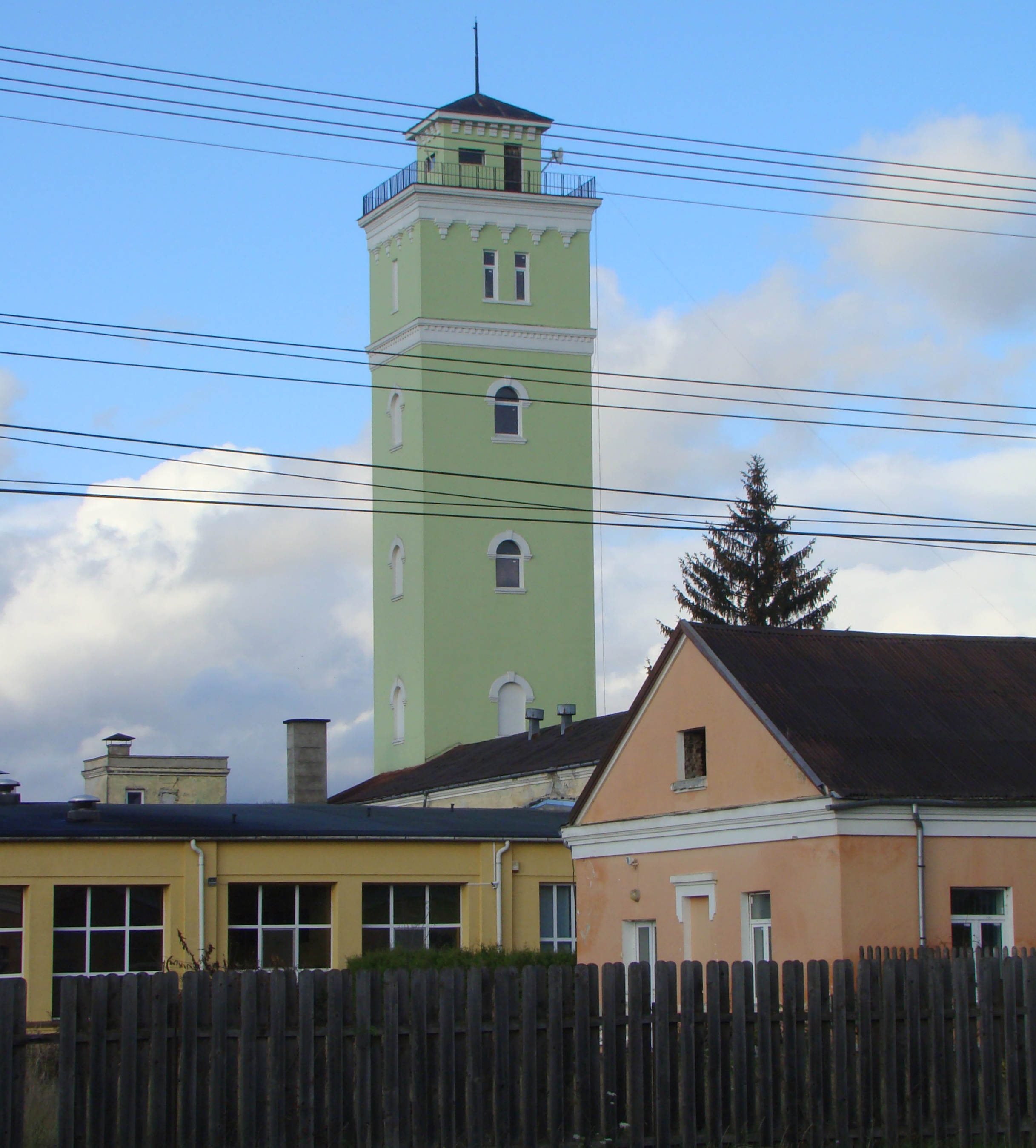
Al doilea turn ca înălțime din zona industrială
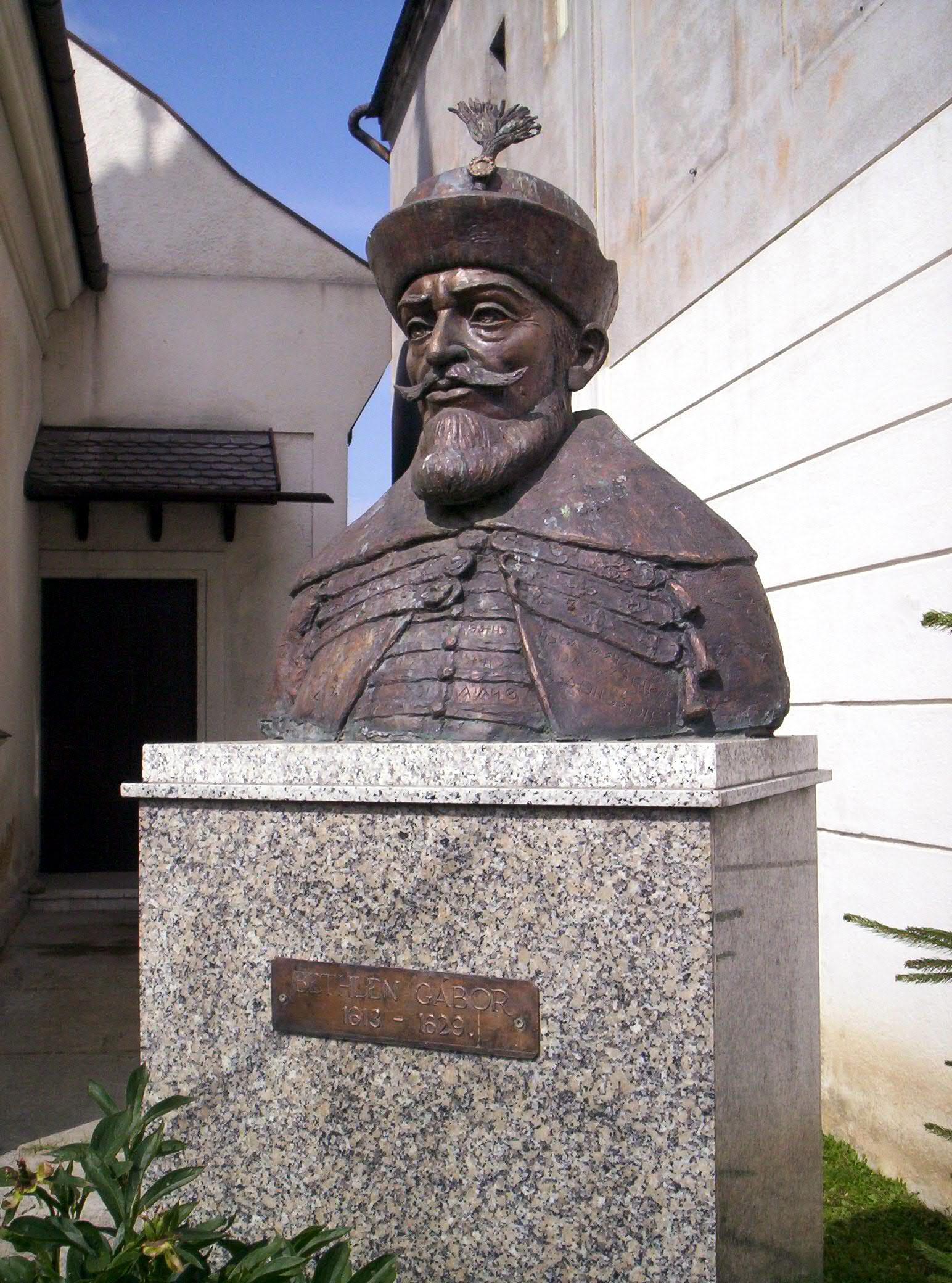
Bustul lui Gábor Bethlen
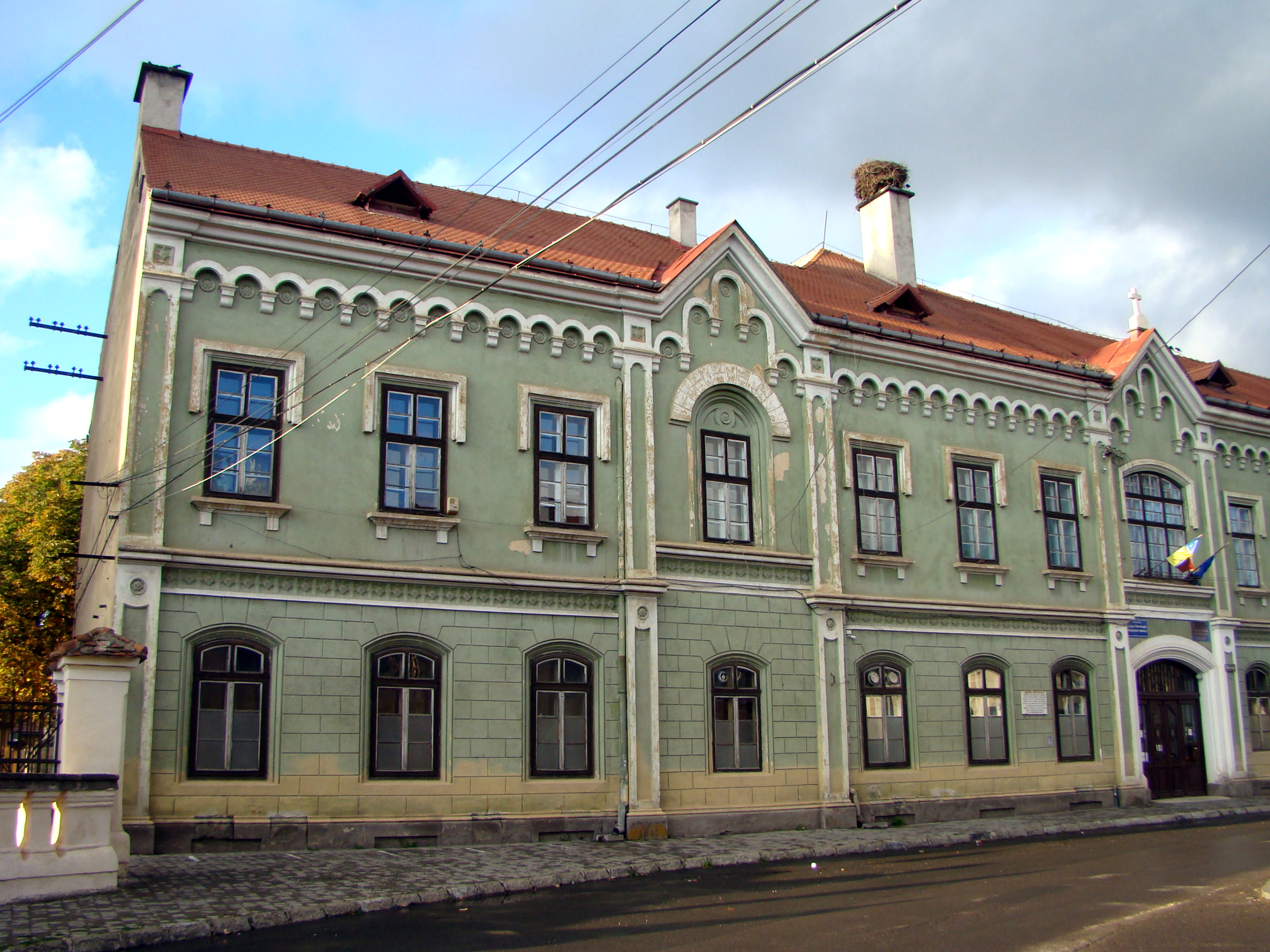
Liceul Tehnologic „Fogarasy Mihály"
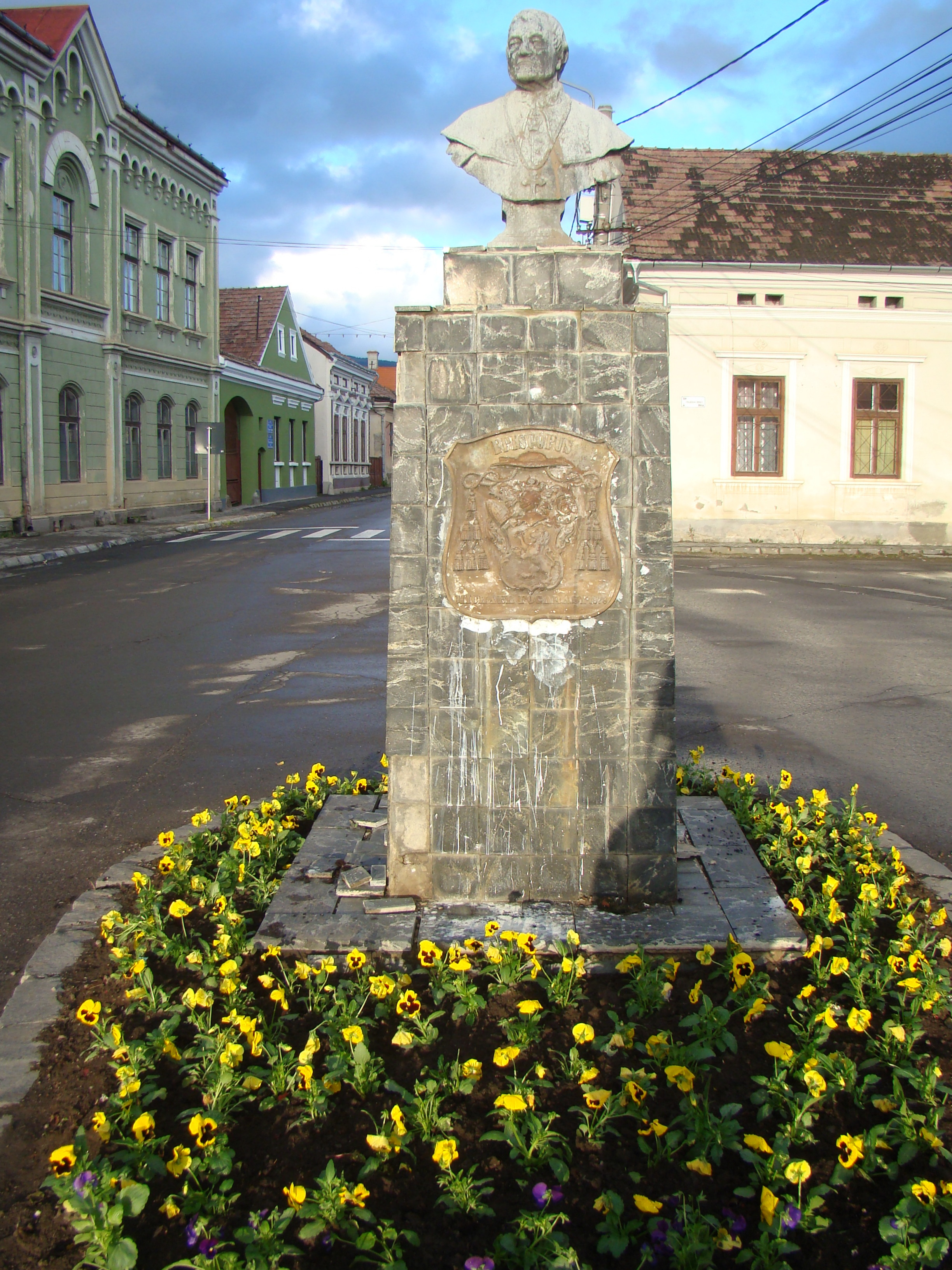
Bustul lui Fogarasy Mihály
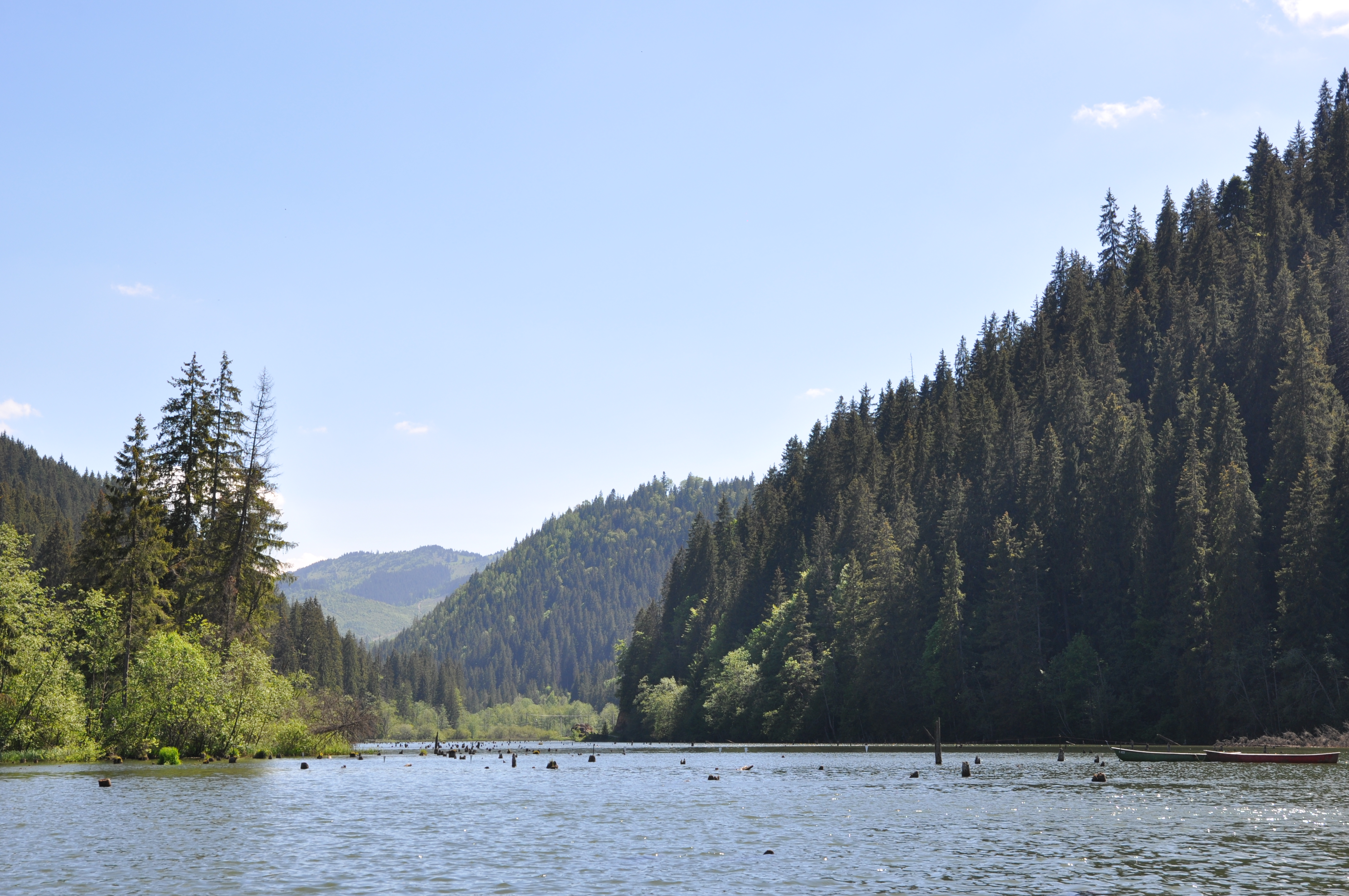
Lacul Roșu, vara